# زبيدي منقط
زبيدي منقط (الاسم العلمي: Pampus punctatissimus) هو نوع من الأسماك يتبع جنس الزبيدي الأبيض من فصيلة الأسماك الزبيدية.